# Liste der Monuments historiques in Saint-Hilaire-de-Voust
Die Liste der Monuments historiques in Saint-Hilaire-de-Voust führt die Monuments historiques in der französischen Gemeinde Saint-Hilaire-de-Voust auf.

## Liste der Bauwerke
| Bezeichnung            | Beschreibung              | Standort | Kennzeichnung | Schutzstatus | Datum | Bild |
| ---------------------- | ------------------------- | -------- | ------------- | ------------ | ----- | ---- |
| Schloss La Chesnelière | Erbaut im 16. Jahrhundert | (Lage)   | PA00135564    | Inscrit      | 1995  |      |